# Ankō

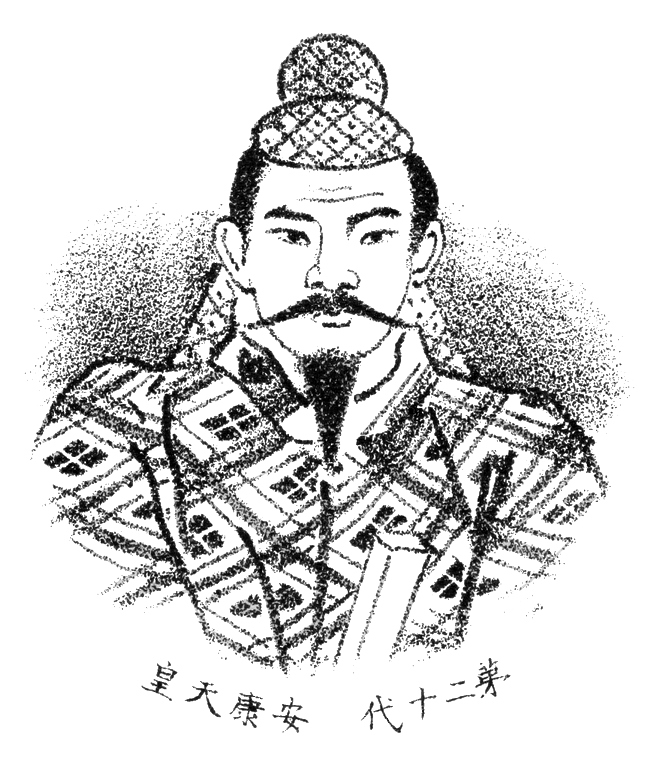
Ankō

Ankō (jap. 安康天皇, Ankō-tennō; * um 401; † 9. August 456) war nach den Geschichtsbüchern Kojiki und Nihonshoki der 20. Tennō von Japan (453–456). Historiker identifizieren ihn als den japanischen König Kō (chinesisch 興 / 兴) in chinesischen Dokumenten.
Er war der zweite Sohn Kaiser Ingyōs und der Vater Kaiser Yūryakus nach Nihonshoki. Sein älterer Bruder Kinashikaru no Miko (Prinz Kinashikaru) war der Kronprinz, verlor aber wegen einer inzestuösen Beziehung zu seiner Halbschwester die Gunst des Hofes. Nach einem fehlgeschlagenen Versuch Truppen gegen Ankō zu versammeln, begingen Kinashikaru und seine Halbschwester Suizid. Im dritten Jahr seiner Herrschaft wurde er von Mayowa no Ōkimi (Prinz Mayowa) ermordet, der ein Sohn seiner Kaiserin und ihres vorherigen Mannes Prinz Okusaka war, den Ankō versehentlich getötet hatte.